# Mantelmauer

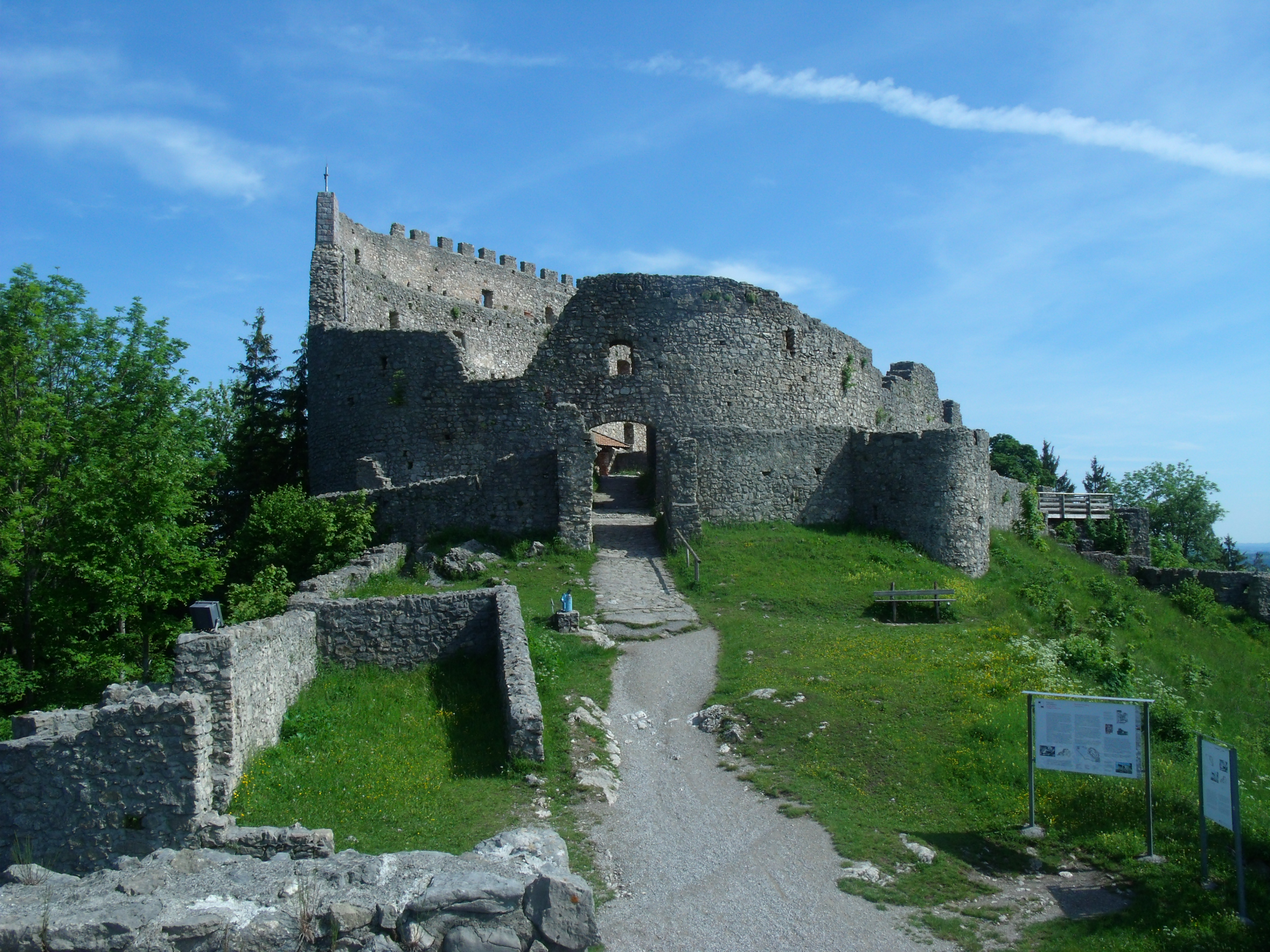
Reste der Mantelmauer der Burg Eisenberg

Als Mantelmauer (auch Hoher Mantel genannt) wird eine Ringmauer von besonderer Höhe bezeichnet, welche die Kernburg oft überragt und wie ein schützender Mantel umhüllt. Die Wohn- und Wirtschaftsgebäude waren in der Regel innen an die Mantelmauer angebaut; in der Reinform besaß die Mantelmauerburg keinen Bergfried. Dieser Typus ist allerdings eher selten.
Mantelmauern wurden seit dem 13. Jahrhundert erbaut und konnten aus der Erhöhung bereits vorhandener Ringmauern hervorgehen. Sie weisen im Vergleich zur Schildmauer, die eine einseitige Verstärkung auf der Feindseite darstellt, häufig eine geringere Stärke auf, doch erfüllten sie in manchen Fällen dieselbe wehrbauliche Funktion. Im Mittelalter wurden auch Schildmauern stets als Mantel bezeichnet. Eine klare definitorische Abgrenzung von Ring-, Schild- und Mantelmauer ist bei Grenzfällen schwierig.

## Begriff und Abgrenzung

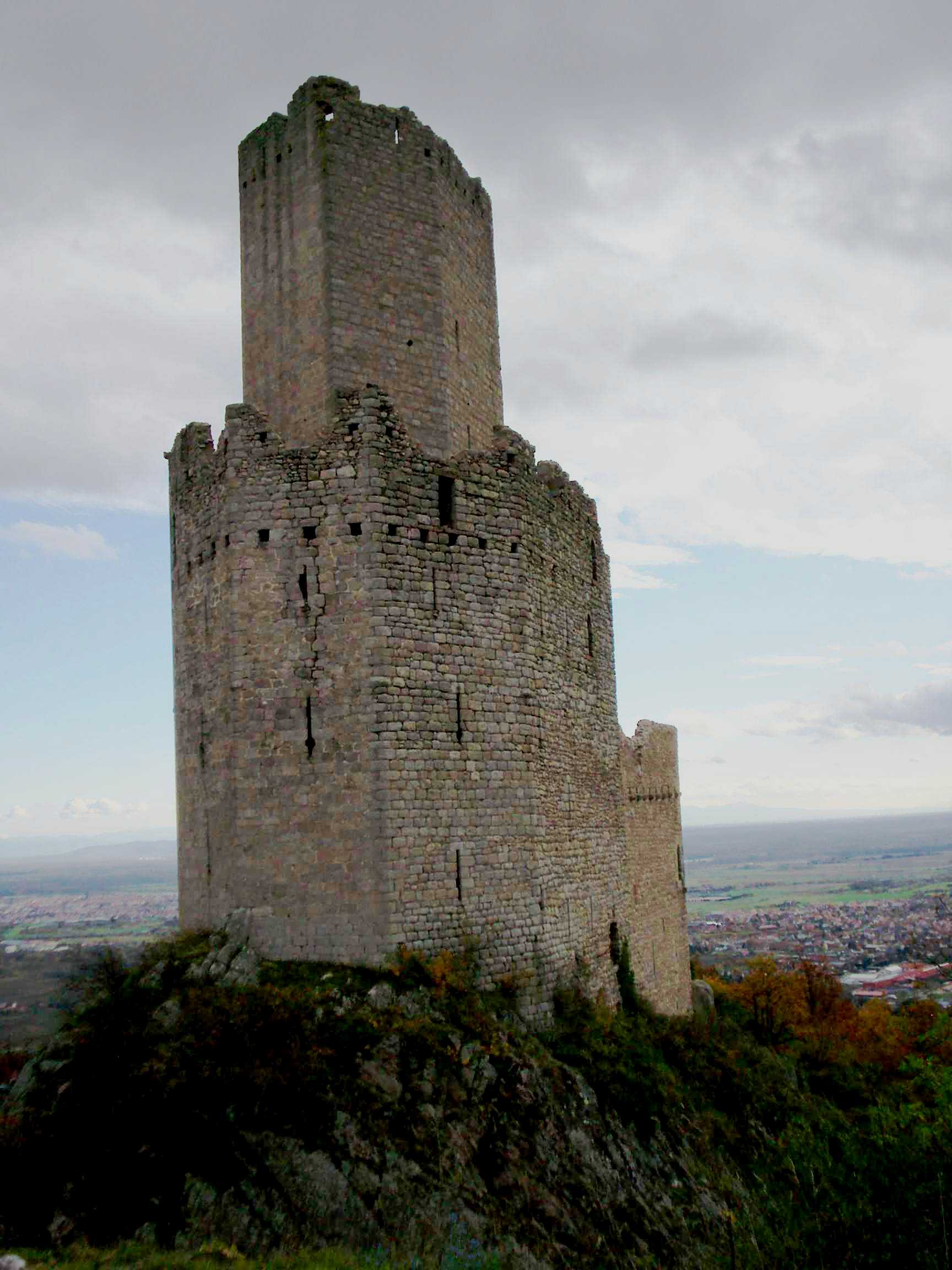
Bergfried mit davor liegendem „Hohen Mantel“: Die Burg Ortenberg im Elsass

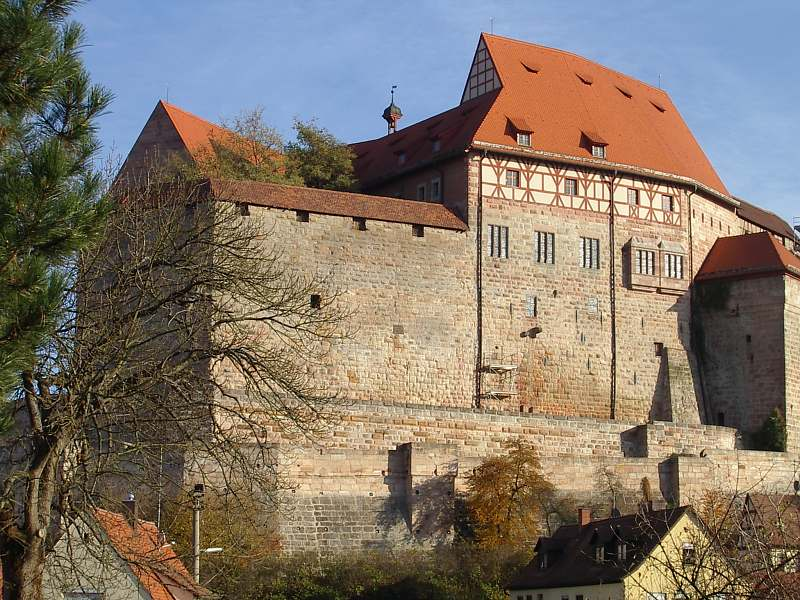
Die hochmittelalterliche Mantelmauer der Burg Cadolzburg wird von spätmittelalterlichen Zwingeranlagen umgeben

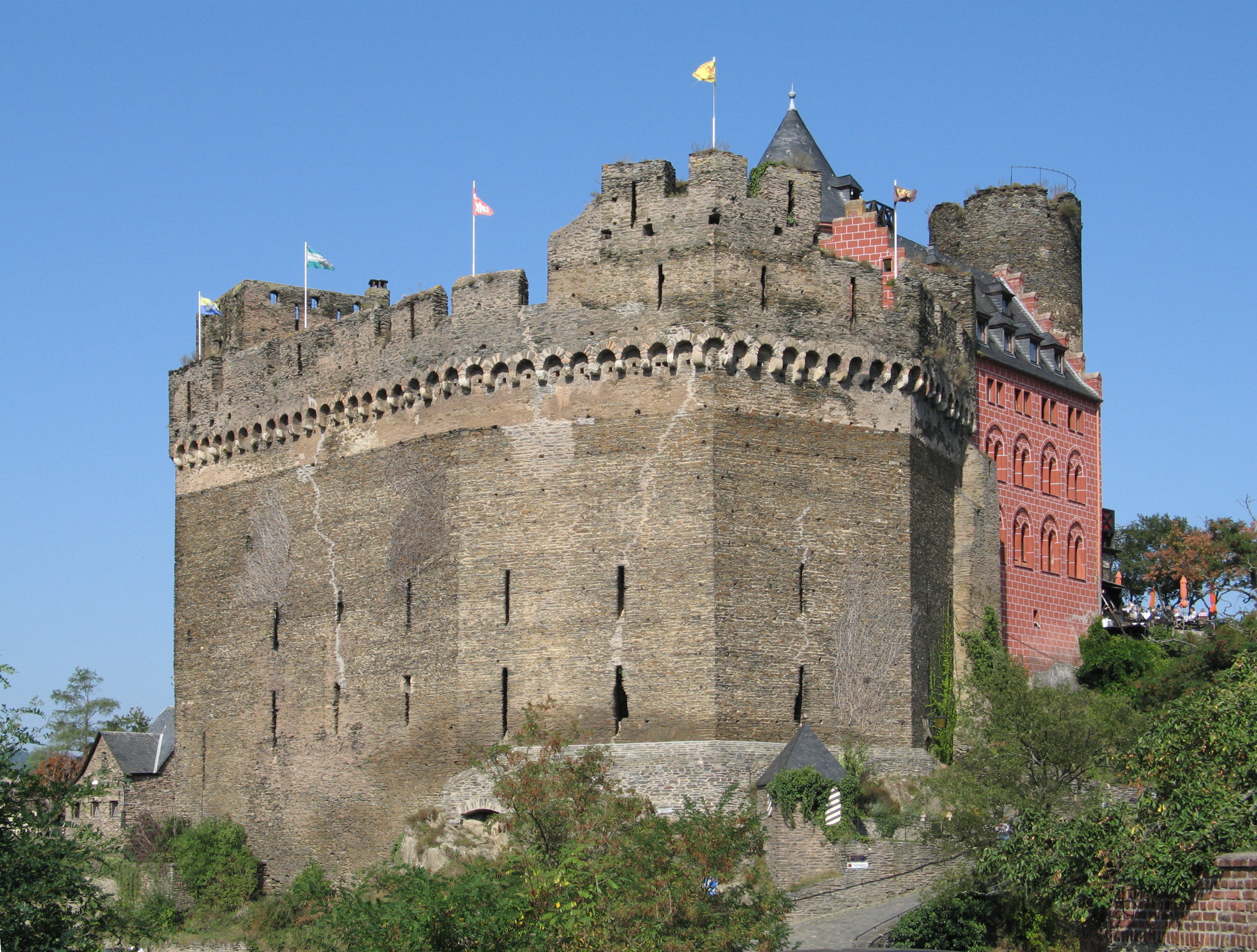
Der „Hohe Mantel“ der Schönburg am Rhein, Grenzfall zur Schildmauer

Der Begriff der Mantelmauer wird in der Burgenkunde erst seit einigen Jahrzehnten für eine besonders hohe Ringmauer verwendet, die eine Burganlage ganz oder teilweise schützt.
„Hoher Mantel“ bezeichnete vorher meist einen auffallend hohen, schildmauerartigen Abschnitt einer Ringmauer. Typische Beispiele dieser Definition sind etwa Schönburg über Oberwesel am Rhein und die Ortenburg im Elsass. Bei der Ortenburg läuft der „Hohe Mantel“ schiffsbugartig um die Angriffsseite der Burg und wird vom Bergfried überragt, der „echten“ Mantelmauerburgen meistens fehlt. Eine ganz ähnliche Konzeption ist bei der pfälzischen Burg Gräfenstein zu erkennen. Hier umfasst ebenfalls eine Mantelmauer den Bergfried. Auch die hessische Burg Lindenfels besaß ehemals sowohl eine Mantelmauer als auch einen Bergfried, der heute nur noch als aufgemauertes Fundament erhalten ist.
In mittelalterlichen Quellen meint „Mantel“ allerdings oft auch niedrigere Mauerabschnitte oder reine Schildmauern. Die gegenwärtig übliche synonyme Anwendung der Begriffe „Mantelmauer“ und „Hoher Mantel“ ist deshalb problematisch. Otto Piper unterschied etwa im frühen 20. Jahrhundert in seiner Burgenkunde noch zwischen einer Mantelmauer, die die gesamte Burg umschließt und dem „Hohen Mantel“, der nur vor einem Teil einer Burg oder einer Gebäudegruppe liegt.
Oft entstanden Mantelmauern und „Hohe Mäntel“ durch die nachträgliche Erhöhung älterer Ringmauern, ihre Funktion kann also nicht aus den Grundrissen der Burganlagen abgeleitet werden. Auch die Konstruktion und die wehrtechnischen Details solcher Befestigungskonzepte entsprechen meist regulären Ringmauern. Die Abgrenzung der Mantelmauer zu einer normalen Ringmauer von besonderer Höhe oder auch zur Schildmauer ist bisweilen schwierig. Bei der Schönburg etwa macht der Mantel nur einen Abschnitt der Ringmauer aus, ist dort aber schildmauerartig verstärkt. „Mantelmauer“ ist also einer von vielen undeutlichen und nicht immer einheitlich verwendeten Begriffen der Burgenkunde.

## Mantelmauerburgen

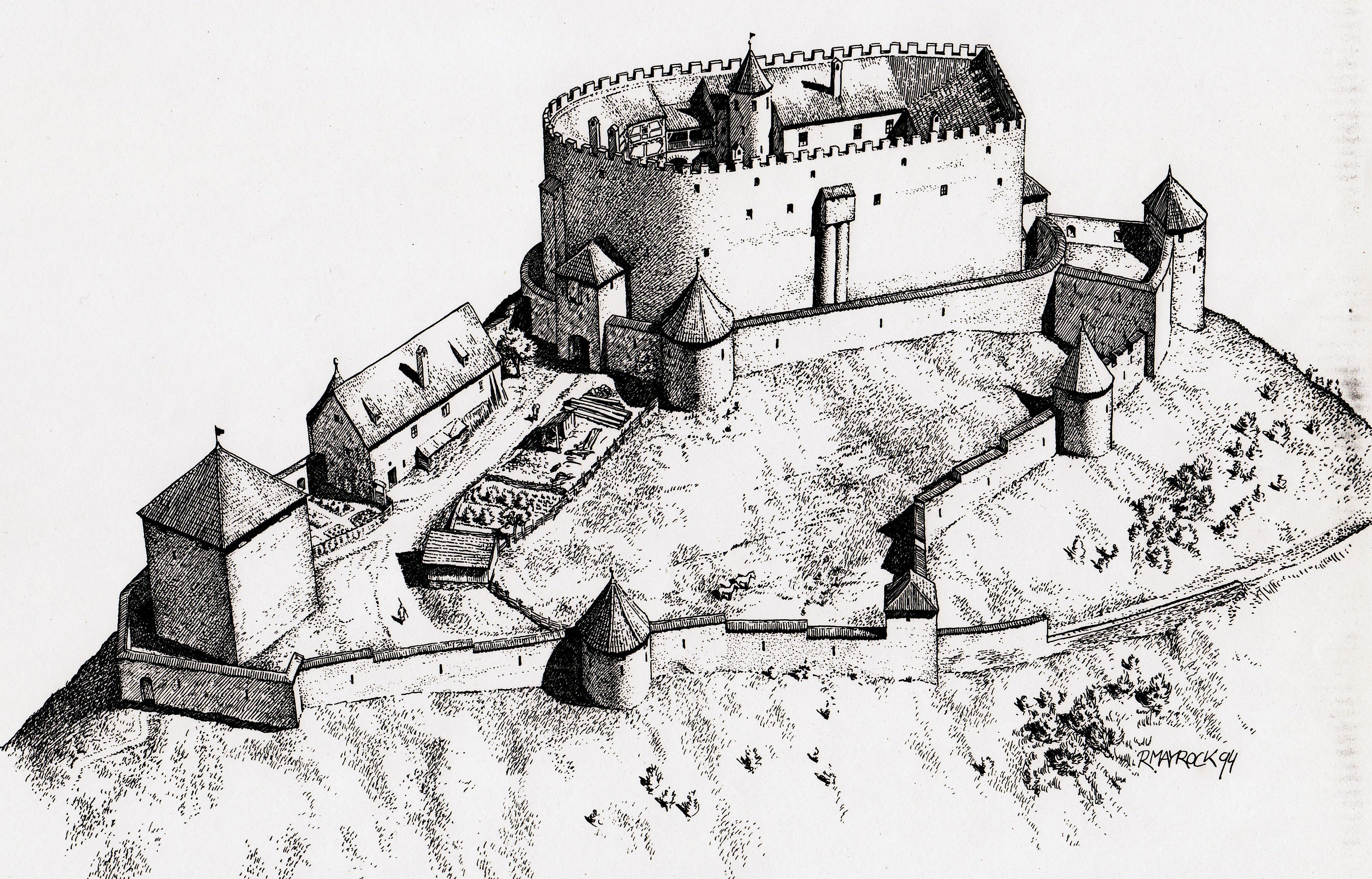
Rekonstruktion der Mantelmauerburg Eisenberg

Ein eindrucksvolles Beispiel einer voll ausgebildeten Mantelmauerburg ist die Burg Eisenberg in der Nähe von Füssen im Allgäu. Der „Hohe Mantel“ war hier Schutz und Statussymbol genug, um auf einen Bergfried verzichten zu können.
Auch die, im Zweiten Weltkrieg schwer zerstörte, mittlerweile jedoch wiederaufgebaute Burg Cadolzburg bei Nürnberg ist im Kern eine hochmittelalterliche Mantelmauerburg. Als Burg der mächtigen Burggrafen von Nürnberg aus dem Hause Hohenzollern gilt die Veste trotz umfangreicher spätmittelalterlicher und frühneuzeitlicher Ausbauten noch immer als anschauliches Beispiel dieses Bautyps. Die Ringmauer ist drei Meter stark und mit sorgfältig gearbeiteten Buckelquadern verblendet. Sie wird nur von den erneuerten Satteldächern der Burggebäude und einem schlanken Torturm überragt. Auch hier fehlt dementsprechend ein Bergfried, der heute von einigen Burgenforschern als das klassische Macht- und Statussymbol einer mittelalterlichen Adelsburg interpretiert wird. Besonders bei dieser Burganlage wird allerdings die Schwierigkeit der Abgrenzung einer Mantelmauer von einer hohen Ringmauer deutlich.
Im oberbayerischen Anlautertal, einem Nebental des bekannteren Altmühltales, liegen drei kleinere Mantelmauerburgen nur wenige Kilometer voneinander entfernt. Allen Burgen fehlt ein Bergfried. Bei der Burg Brunneck ist die Ringmauer hinter dem Halsgraben schildmauerartig verstärkt. Deutlicher wird die Konzeption als Mantelmauerburg bei den nahen Ruinen der Rumburg und der Burg Rundeck (Stossenburg). Bei der Rumburg waren die ungewöhnlich hohen Ringmauern zugleich die Außenmauern des Hauptgebäudes.
Anschauliche Beispiele für Mantelmauerburgen sind auch die Bergfeste Dilsberg über dem Neckartal und die Leuchtenburg in Südtirol.

Bildbeispiele
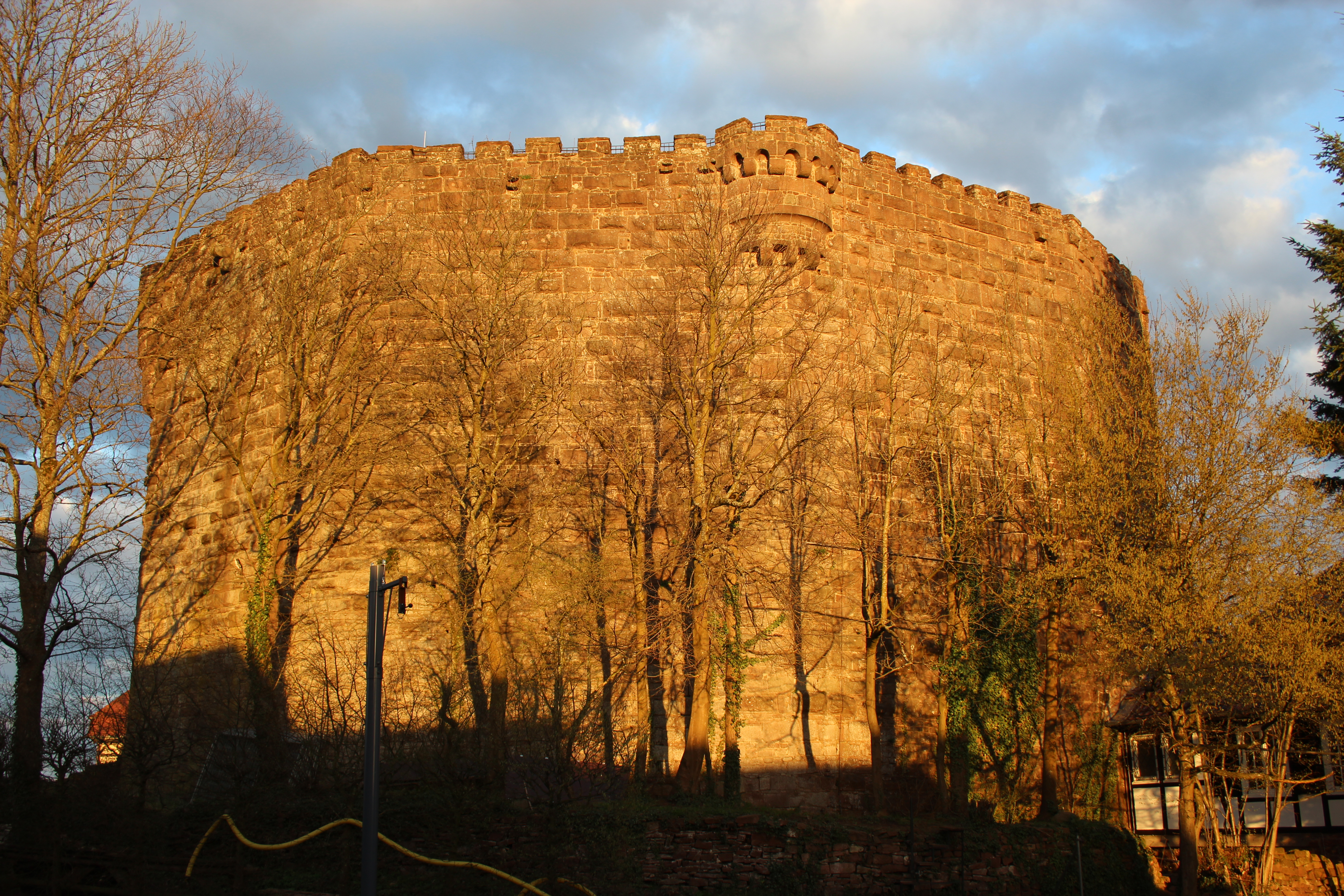
Mantelmauer der Bergfeste Dilsberg (Außenseite)
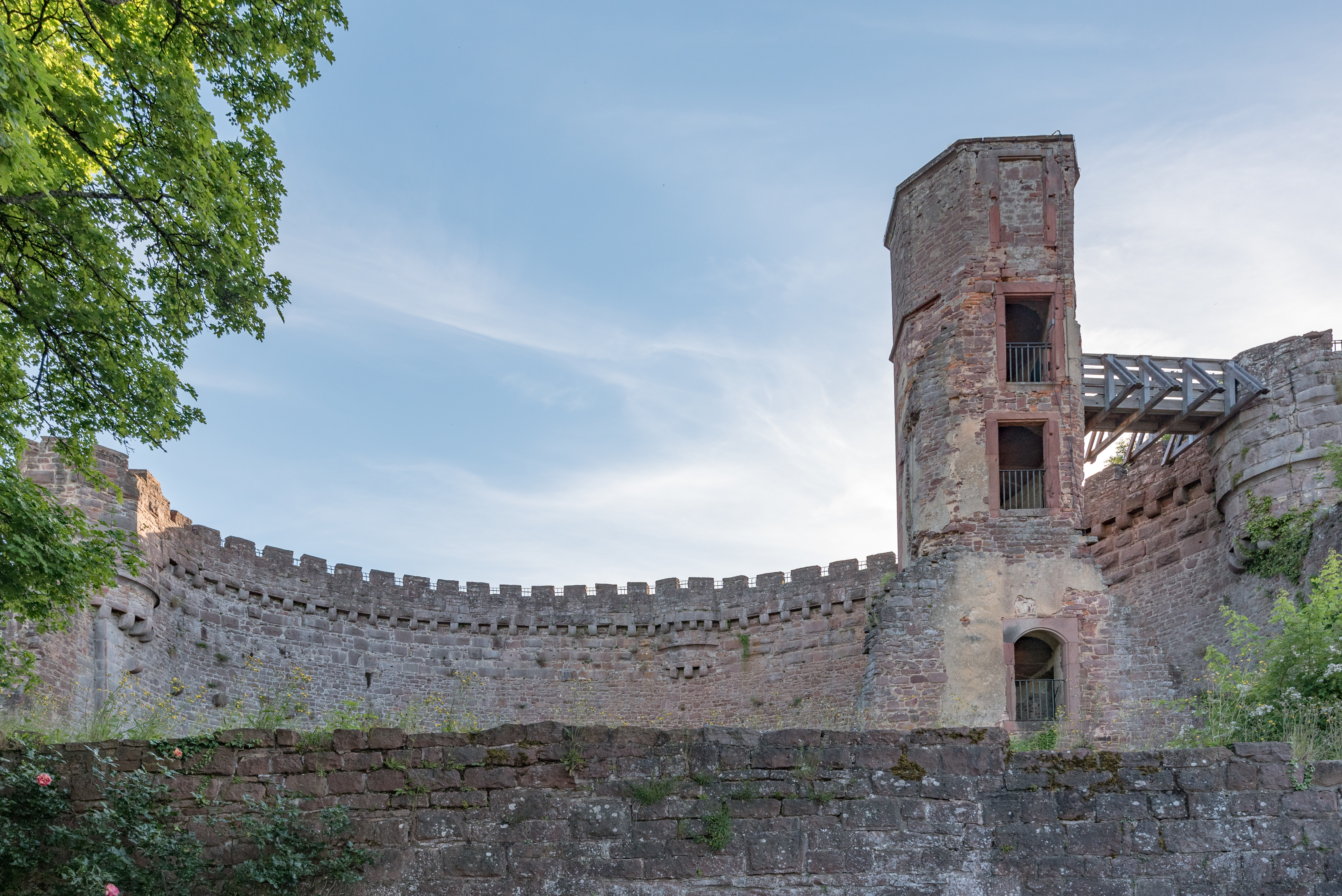
Dilsberg (Innenseite)
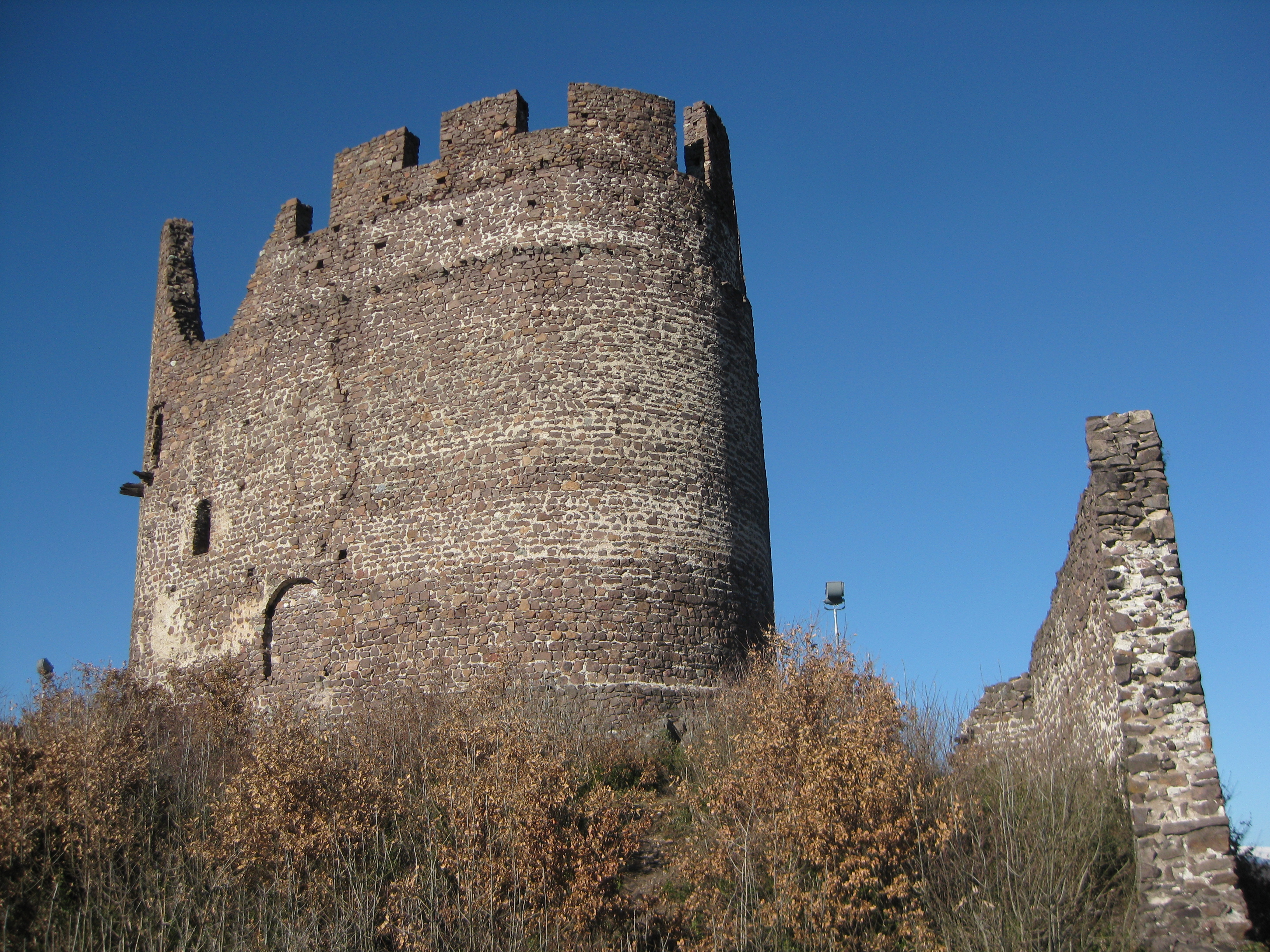
Mantelmauer der Leuchtenburg (Südtirol)
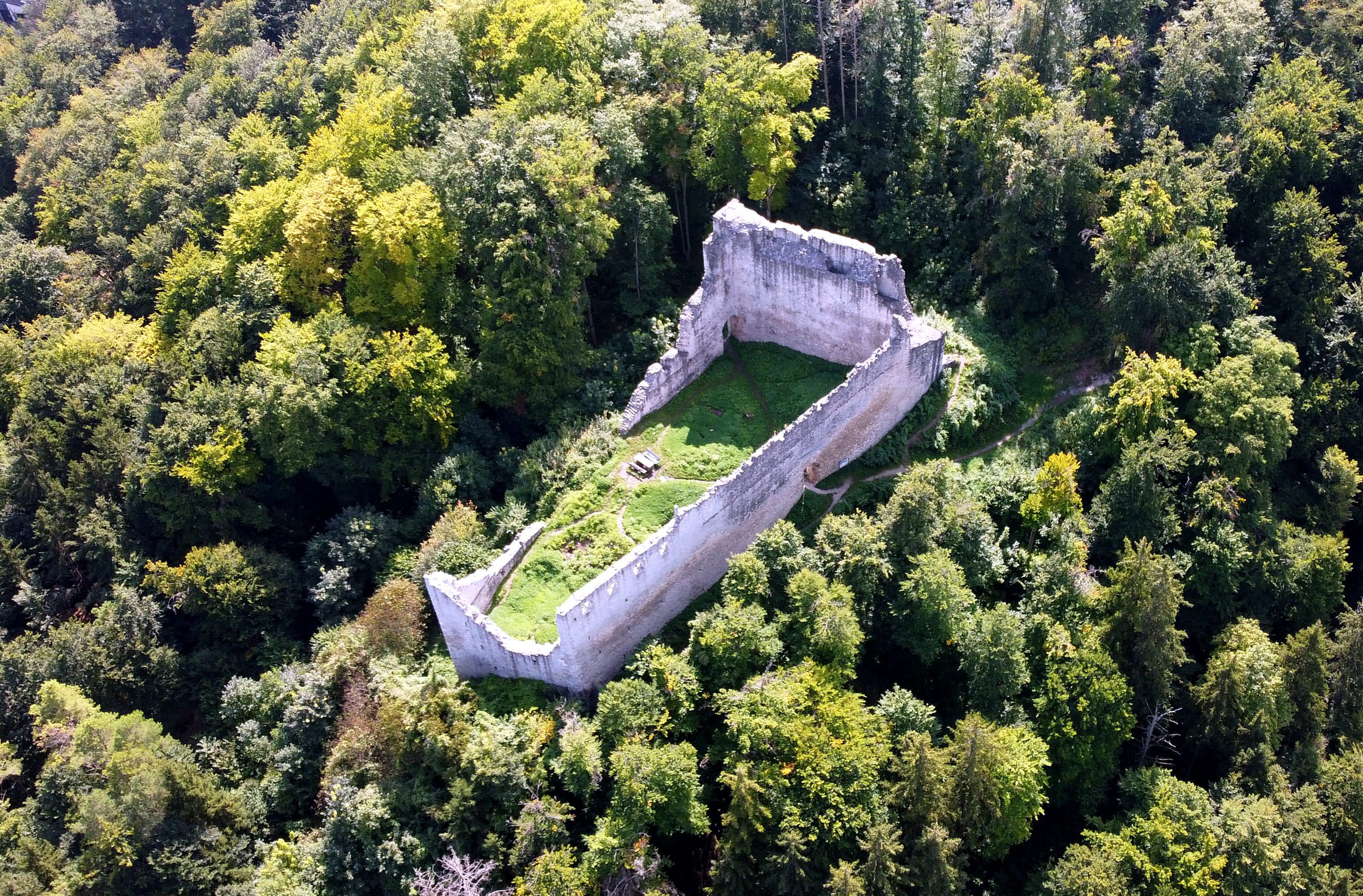
Rumburg, die ungewöhnlich hohen Ringmauern waren zugleich Außenmauern des Hauptgebäudes
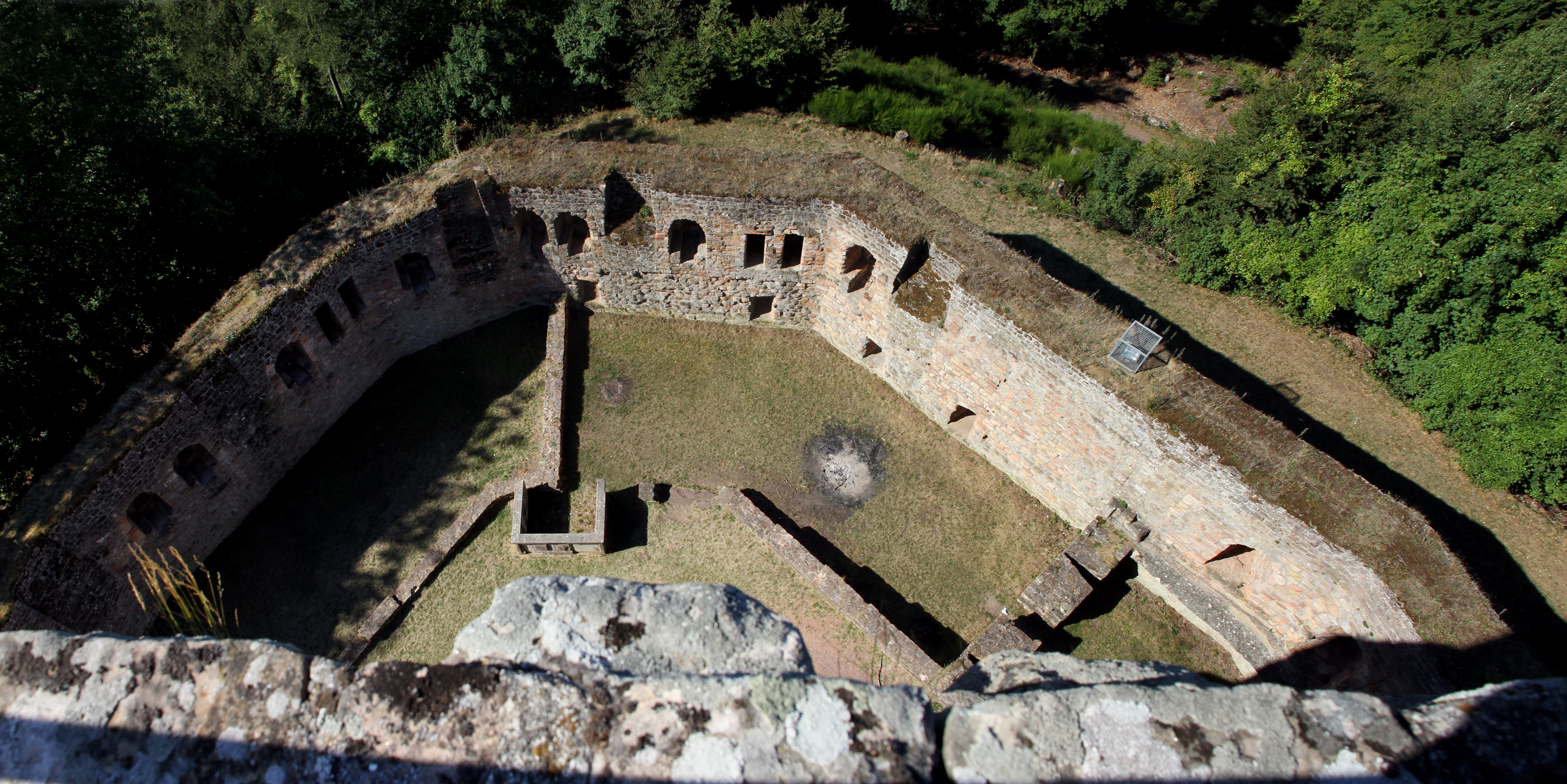
Burg Gräfenstein, Blick vom Bergfried auf die schiffsbugartige Mantelmauer, deren Sitznischen, Kamine und Aborterker Teile innen angebauter Wohngebäude waren
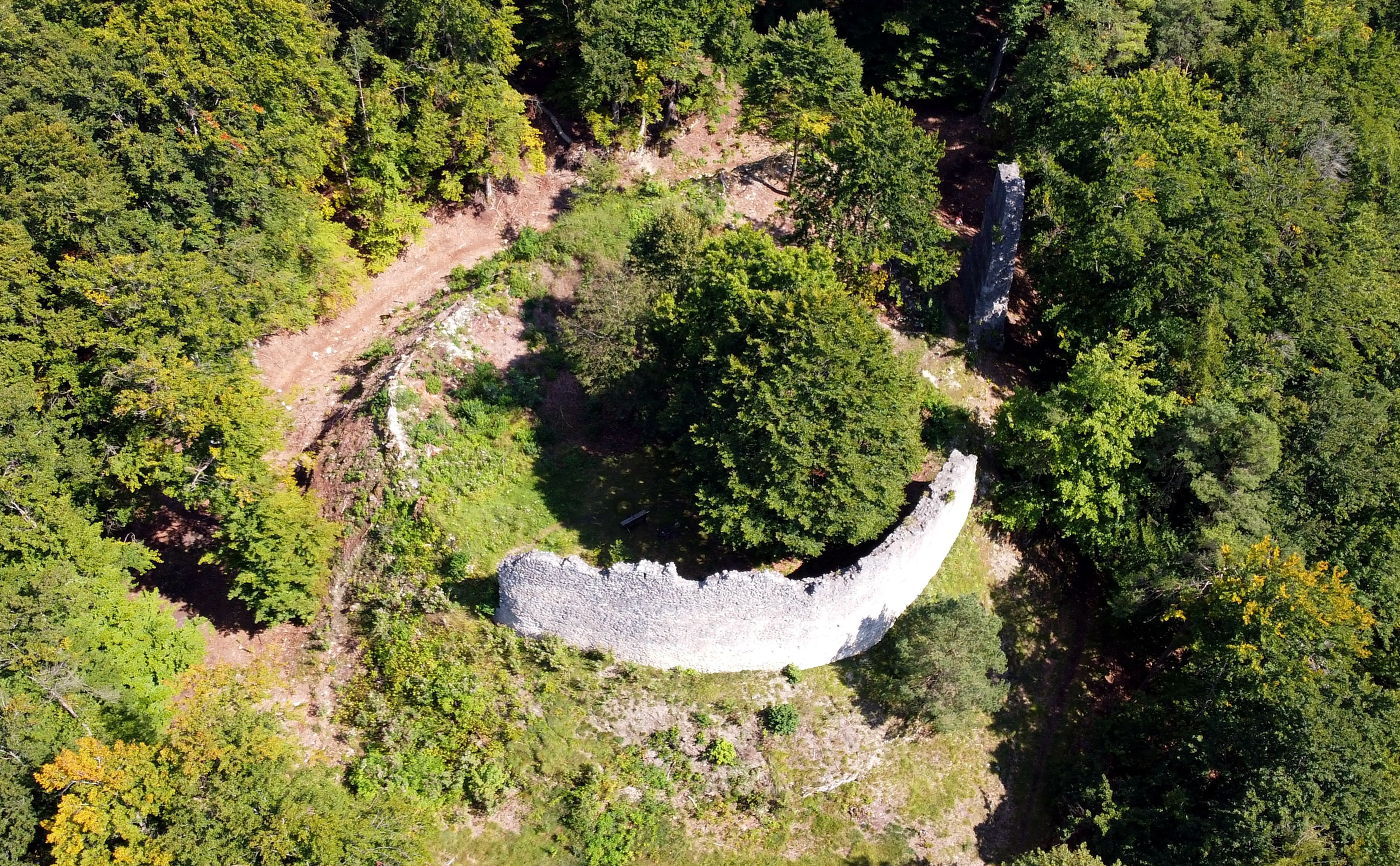
Burg Rundeck
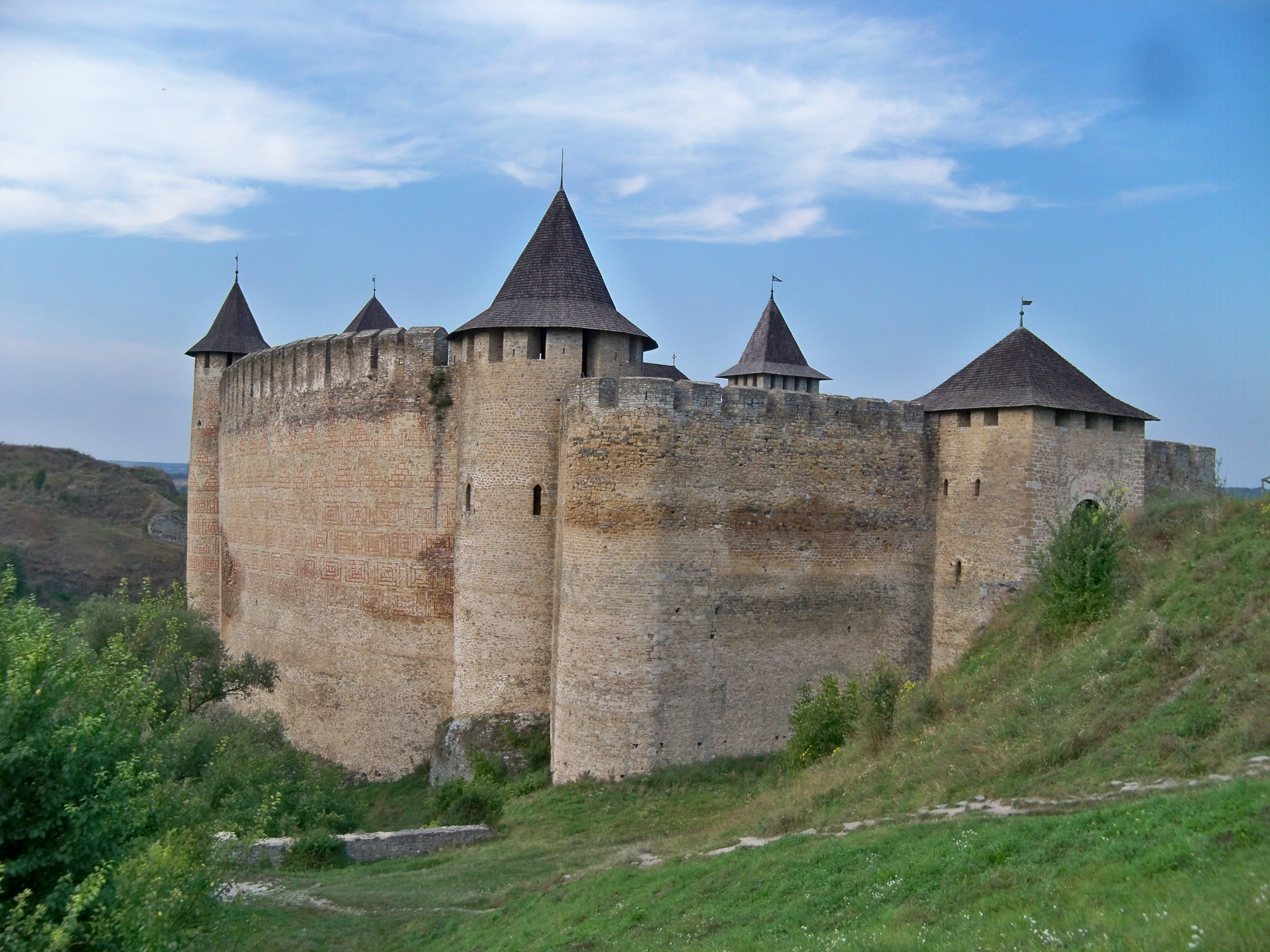
Ein schildmauerartig verstärkter Mantel zwischen Türmen, Burg Chotyn, Westukraine